# 気づかず過ぎた初恋
「気づかず過ぎた初恋」(きづかずすぎたはつこい)は松任谷由実の配信限定シングル。2015年11月18日にユニバーサルミュージックから発売された。

## 解説
- 2015年に公開された『リトルプリンス 星の王子さまと私』の日本語吹替版主題歌として書き下ろされた曲。洋画主題歌の書き下ろしは今回が初[1]。
- 同シングルとベストアルバム『日本の恋と、ユーミンと。-GOLD DISC Edition-』のリリースを記念して、コニカミノルタプラネタリウム天空 in 東京スカイツリータウンにて、抽選で50組100名限定招待のライブ「星の夜と、ユーミンと。」が行われた[2]。
- 『日本の恋と、ユーミンと。-GOLD DISC Edition-』と38枚目のスタジオ・アルバム『宇宙図書館』には、松任谷正隆がリアレンジした「気づかず過ぎた初恋（Extra Winter Version）」が収録されている[2][3]。

## 収録曲
| #  | タイトル                                      | 作詞・作曲 | 編曲       | 時間 |
| -- | --------------------------------------------- | ---------- | ---------- | ---- |
| 1. | 「気づかず過ぎた初恋 -Unnoticed First Love-」 | 松任谷由実 | 松任谷正隆 | 4:07 |